# LMFA 2022
La LMFA 2022 è la 9ª edizione del campionato di football a 9, organizzato dalla FMFA.
I Majadahonda Wildcats si sono ritirati prima dell'inizio del campionato.

## Squadre partecipanti
| Club                 | Città              | Stadio | Sponsor ufficiale | Risultato nella stagione 2021 |
| -------------------- | ------------------ | ------ | ----------------- | ----------------------------- |
| Alcorcón Smilodons   | Alcorcón           |        |                   |                               |
| Madrid Capitals      | Madrid             |        |                   |                               |
| Majadahonda Wildcats | Majadahonda        |        |                   |                               |
| Boadilla Vikings     | Boadilla del Monte |        |                   |                               |
| Tres Cantos Jabatos  | Tres Cantos        |        |                   |                               |

## Stagione regolare

### Calendario

#### 1ª giornata
| Vallecas 22 gennaio 2022, ore 18:00 | Madrid Capitals | 38 – 7 | Alcorcón Smilodons |  |

| Boadilla del Monte 23 gennaio 2022, ore 12:30 | Boadilla Vikings | 27 – 19 | Tres Cantos Jabatos |  |

#### 2ª giornata
| Majadahonda 12 febbraio 2022 | Majadahonda Wildcats | - – - | Boadilla Vikings |  |

| Boadilla del Monte 13 febbraio 2022, ore 11:30 | Boadilla Vikings | 7 – 26 | Alcorcón Smilodons |  |

| Tres Cantos 13 febbraio 2022, ore 16:00 | Tres Cantos Jabatos | 0 – 20 | Madrid Capitals |  |

#### 3ª giornata
| Vallecas 5 marzo 2022, ore 18:00 | Madrid Capitals | 36 – 0 | Boadilla Vikings |  |

| Alcorcón 5 marzo 2022, ore 16:00 | Alcorcón Smilodons | - – - | Majadahonda Wildcats |  |

#### 4ª giornata
| Majadahonda 12 marzo 2022 | Majadahonda Wildcats | - – - | Madrid Capitals |  |

| Alcorcón 12 marzo 2022, ore 18:00 | Alcorcón Smilodons | – | Tres Cantos Jabatos |  |

#### Anticipi 1
| Boadilla del Monte 27 marzo 2022 | Boadilla Vikings | 12 – 18 | Madrid Capitals |  |

#### 5ª giornata
| Tres Cantos 3 aprile 2022, ore 16:00 | Tres Cantos Jabatos | - – - | Majadahonda Wildcats |  |

#### 6ª giornata
| Alcorcón 23 aprile 2022, ore 18:00 | Alcorcón Smilodons | – | Madrid Capitals |  |

| Tres Cantos 24 aprile 2022, ore 16:00 | Tres Cantos Jabatos | – | Boadilla Vikings |  |

#### 7ª giornata
| Boadilla del Monte 7 maggio 2022, ore 12:00 | Boadilla Vikings | - – - | Majadahonda Wildcats |  |

| Vallecas 7 maggio 2022, ore 18:00 | Madrid Capitals | – | Tres Cantos Jabatos |  |

#### 8ª giornata
| Majadahonda 14 maggio 2022 | Majadahonda Wildcats | - – - | Alcorcón Smilodons |  |

#### 9ª giornata
| Vallecas 28 maggio 2022, ore 18:00 | Madrid Capitals | - – - | Majadahonda Wildcats |  |

| Tres Cantos 29 maggio 2022, ore 16:00 | Tres Cantos Jabatos | – | Alcorcón Smilodons |  |

#### 10ª giornata
| Majadahonda 4 giugno 2022 | Majadahonda Wildcats | - – - | Tres Cantos Jabatos |  |

| Alcorcón 4 giugno 2022, ore 18:00 | Alcorcón Smilodons | – | Boadilla Vikings |  |

### Classifica
La classifica della regular season è la seguente:
- PCT = percentuale di vittorie, G = partite giocate, V = partite vinte,  P = partite perse, PF = punti fatti, PS = punti subiti

| Pos. | Squadra              | PCT   | G | V | N | P | PF  | PS |
| ---- | -------------------- | ----- | - | - | - | - | --- | -- |
| 1    | Madrid Capitals      | 1.000 | 4 | 4 | 0 | 0 | 112 | 19 |
| 2    | Alcorcón Smilodons   | .500  | 2 | 1 | 0 | 1 | 33  | 45 |
| 3    | Boadilla Vikings     | .250  | 4 | 1 | 0 | 3 | 46  | 99 |
| 4    | Tres Cantos Jabatos  | .000  | 2 | 0 | 0 | 2 | 19  | 47 |
| -    | Majadahonda Wildcats | -     | - | - | - | - | -   | -  |

## VIII Final de la LMFA
| 2022 | TBD | – | TBD |  |

## Verdetti
- TBD Campioni della LMFA